# Central Kings
Central Kings est une communauté dans le comté de Kings de l'Île-du-Prince-Édouard, à l'ouest de Souris.
La communauté fut incorporée en 1975. contenant les localités de Albion Cross, Bridgetown, Dingwells Mills, Dundas, Mount Hope, Poplar Point et Upton.